# Szőts Dániel
Szőts Dániel (Marosvásárhely, 1925. január 31. – 2017. január 22.) erdélyi magyar orvos, orvosi szakíró, közéleti író.

## Életútja, munkássága
Középiskolai tanulmányait a sepsiszentgyörgyi Székely Mikó Kollégiumban végezte. Az érettségi vizsga után behívták katonának, 1944-ben a szovjet fronton megsebesült, hadifogságba esett; hazatérése után beiratkozott a marosvásárhelyi OGYI-ra, ahol orvosi diplomát és doktorátust szerzett (1951). Öt évig körorvos Csíkrákoson, Csíkszentdomokoson és Gyimesfelsőlokon, majd Csíkszeredában és Sepsiszentgyörgyön tiszti főorvos nyugdíjazásáig. 1990-től a Sepsi Református Egyházmegye főgondnoka, 1994-től a második világháborús veteránok baróti társaságának elnöke. 2000-ben Sepsiszentgyörgy Pro Urbe Díjával tüntették ki.
Orvosi tárgyú szakdolgozatait az Igiena, Oncologia, Stomatologia, Revista Medico-Chirurgicală, Viaţa Medicală, Orvosi Szemle közölte. Közéleti írásai a Megyei Tükör, Háromszék, Üzenet, Csíkszentmártoni Figyelő, Erdővidéki Lapok, Magyarországon a Reformátusok Lapja, Mórahalmi Körkép és a Kanadai Magyar Magazin hasábjain jelentek meg. Mint az Úz-völgyi harcok veteránja, megírta háborús és családi visszaemlékezéseit (Sohasem felejtem el. Sepsiszentgyörgy, 1990), később az Úz-völgyi harcok eseményeit (Úz völgye térsége 1944 kora őszén. Székelyföld, 2006/12).
Írásai jelentek meg A Székely Mikó Kollégium Emlékkönyvében (Sepsiszentgyörgy, 1996), Sylvester Lajos Úz-völgyi hegyomlás c. könyvében (uo. 1996), A Sepsiszentgyörgyi Kórház 145 éve c. emlékkönyvben (Sepsiszentgyörgy, 1998), a 140 éves a Székely Mikó Kollégium c. kiadványban (Sepsiszentgyörgy, 1999), a Marosvásárhelyi Orvostudományi és Gyógyszerészeti Egyetem első évfolyama 1951-ben végzett orvosainak 50 éves jubileuma c. kötetben (Marosvásárhely, 2001).

## Kötetei
- Sohasem felejtem el; Albert, Sepsiszentgyörgy, 1999
- Sorsok napfény és sötétlő árnyak között (Sepsiszentgyörgy 2003)
- Hatvanöt év meg nyolc esztendő (Sepsiszentgyörgy, 2008)
- Múltam emlékei; ARTprinter, Sepsiszentgyörgy, 2013